# Nilasera dixoni
Nilasera dixoni är en fjärilsart som beskrevs av John Nevill Eliot 1978. Nilasera dixoni ingår i släktet Nilasera och familjen juvelvingar. Inga underarter finns listade i Catalogue of Life.